# 光明之舟
《光明之舟》是2013年2月28日由世嘉所发售的PlayStation Portable遊戲，和前四作（《泪》、《风》、《心》、《刃》）一样，依旧由Tony負責人物設計。战斗系统沿袭前作《光明之刃》的模式，但作了改进，风格更偏向角色扮演游戏而不是戰略角色扮演遊戲。

## 劇情
本作的故事是從漂流到散佈著古代遺蹟的神秘島「阿爾卡迪亞（アルカディア）」的不思議的單翼少女帕妮絲開始的。遠海孤島阿爾卡迪亞是一座風光秀麗，被自然環繞的島嶼，到處散佈著早已腐朽的古代遺跡。住在村子裡的少年弗利德某日見到了漂流到海岸上的神秘少女。少女的背上，長著黑色的單翼。在主人公弗利德的幫助下，少女帕妮絲恢復了精神。吃著弗利德烤的麵包，少女無邪的樣子就像是天使。雖然生著不同尋常的翅膀，但在弗利德的努力下，村裡人都接受了帕妮絲。而少女的歌聲有著不可思議的力量。那歌聲的力量讓作物成長，讓魚、鳥聚集。帕妮絲被島上的人們稱作天使。只是阿爾卡迪亞也並非和平的樂土。除了在島上生存著的土著怪獸外，還時不時被海賊侵襲。在海賊中，也有瞄準少女那不可思議之力的人。經過弗利德他們的奮鬥擊退了這些敵人，但一日，伴隨著天空閃耀赤紅光輝的月亮，巨大的異形也向著少女襲來。

### 登場人物
弗里德（聲：神谷浩史）
本作的主人公，遇到了命運天使的一位少年，在島上的治安維持會的領導者。他是一個孤兒，一天被衝上岸島上，被村裡一家麵包店的家庭收養，和紗音像姐弟一樣的關係。
帕妮絲（聲：桑島法子）
被海水衝到島上背上長著翅膀的少女，天真爛漫，島民已經把她吹捧為天使。不想離開弗里德，她的聲音隱藏了神秘力量。
纱音（聲：相澤舞）
弗里德非親生的姐姐。
琪爾瑪麗亞（聲：早見沙織）
追尋惡魔而來到島上的雙槍修女，以正義為信念，個性有些迷糊，對遺跡調查非常有興趣
薇歐拉（聲：水樹奈奈）
突然出現在主人公面前，一直保持試圖殺死帕妮絲的刺客。有一個堅定的信念，性格幽靜的，不會回應弗里德的問題。知道帕妮絲事情的真相，她的目的神秘。全名Maxima Sakuya Enfield，在心、刃、舟三作均有登场。
塞拉芬（聲：水樹奈奈）
貝露貝特（聲：齋藤千和）
巴卡斯（聲：大塚周夫）
雷文（聲：杉田智和）
金格（聲：稲田徹）
亞當（聲：中井和哉）
在島上殘存遺址的古代遺產，因「天使」的來臨再次被呼喚醒覺，開始公認弗里德為主人，有獨立思考的系统。
钢鳞丸（声：相澤舞）
在亚当身上筑巢的古代精灵。亚当启动后被帕妮丝带走，成为村子的吉祥物。只有精灵族的纱音能与它对话。
钢刃丸（声：三上枝織）
薇欧拉的守护精灵，最高级的古代精灵。具有强大的力量，在战斗时变身为薇欧拉，为她提供力量。

## 主題曲

### 片頭曲
《奇蹟的旋律》
作詞：水樹奈奈 / 作曲：上松範康 （Elements Garden） / 編曲：藤間 仁（Elements Garden）
歌：水樹奈奈

### 插入曲
《焔の天詩篇〈モユルココロ〉》
作詞：Shihori / 作曲/編曲：藤田淳平
歌：帕妮絲（聲：桑島法子）
《恵の天詩篇〈キボウノハナ〉》
作詞：Shihori / 作曲/編曲：藤田淳平
歌：帕妮絲（聲：桑島法子）
《理の天诗篇〈キヨキミタマ〉》
作詞：Shihori / 作曲/編曲：藤田淳平
歌：帕妮絲（聲：桑島法子）
《識の天詩篇〈チエノトビラ〉》
作詞：Shihori / 作曲/編曲：藤田淳平
歌：帕妮絲（聲：桑島法子）
《破の天诗篇〈ハカナキユメ〉》
作詞：Shihori / 作曲/編曲：藤田淳平
歌：帕妮絲（聲：桑島法子）
《護の天詩篇〈シノブナミダ〉》
作詞：Shihori / 作曲/編曲：藤田淳平
歌：帕妮絲（聲：桑島法子）
《救の天诗篇〈AI-NO-SHI〉》
作詞：Shihori / 作曲/編曲：藤田淳平
歌：帕妮絲（聲：桑島法子）
《序の天詩篇〈キェル・マーレ・セラ ～はるかなる故郷へ～〉》
作詞：Shihori / 作曲/編曲：藤田淳平
歌：帕妮絲（聲：桑島法子）
《Sacred Bullet ～紅の十字架～》
作詞：Shihori / 作曲/編曲：藤田淳平
歌：琪爾瑪麗亞（聲：早見沙織）
《境界のハルモニア》
作詞：Shihori / 作曲/編曲：藤田淳平
歌：薇歐拉（聲：水樹奈奈）

## 外部連結
- 光明之舟官方網站（页面存档备份，存于）
- Shining World（页面存档备份，存于）
- Shining Radio！（页面存档备份，存于）